# República Democrática da Geórgia
A República Democrática da Geórgia (RDG; em georgiano: საქართველოს დემოკრატიული რესპუბლიკა, transl. Sakartvelos Demokratiuli Respublika) foi, de 1918 a 1921, a primeira república independente da Geórgia, na região do Cáucaso.
A RDG foi criada após o colapso do Império Russo, ocorrido a partir da Revolução Russa de 1917. Fazia fronteira, ao norte, com a Rússia, a República Popular de Kuban e a República Montanhosa do Cáucaso do Norte, com o Império Otomano e a República Democrática da Armênia ao sul, e com a República Democrática do Azerbaijão a sudeste. Possuía uma área total de aproximadamente 107 600 km² (comparados com os atuais 69 700 km² da Geórgia atual), e uma população de 2,5 milhões de habitantes.
A sua capital era Tbilisi, e o idioma oficial era o georgiano. A república foi proclamada em 26 de maio de 1918, com a fragmentação da Federação Transcaucasiana, sob a liderança do partido social-democrata menchevique. Enfrentando problemas internos e externos constantes, a jovem nação não conseguiu suportar da invasão dos exércitos vermelhos da República Socialista Federativa Soviética da Rússia, e entrou em colapso entre fevereiro e março de 1921, tornando-se na sequência uma república soviética.

## História

### Contexto histórico
Após a Revolução de Fevereiro de 1917 e o colapso da administração czarista no Cáucaso, o poder passou para as mãos do Comitê Especial Transcaucasiano (Ozakom, abreviação de Osobyi Zakavkazskii Komitet) do Governo Provisório Russo. Todos os sovietes na Geórgia eram controlados pelos mencheviques, que seguiam a liderança do Soviete de Petrogrado e apoiavam o governo provisório. O golpe de outubro dos bolcheviques mudou drasticamente a situação; os sovietes caucasianos recusaram-se a reconhecer o regime de Lênin. Ameaças dos soldados bolcheviques do antigo exército caucasiano, disputas étnicas e a anarquia generalizada na região forçaram os políticos armênios, azeris e georgianos a criar uma autoridade regional unificada conhecida como Comissariado Transcaucasiano, em 14 de novembro de 1917, e uma assembleia, o Sejm, em 23 de janeiro de 1918. Em 22 de abril do mesmo ano o Sejm declarou o Transcáucaso como uma federação democrática independente.
Muitos georgianos, no entanto, influenciados pelas ideias de Ilia Chavchavadze e outros intelectuais do final do século XIX, insistiam na ideia de independência nacional. O despertar cultural nacionalista se fortaleceu com a restauração da autocefalia da Igreja Ortodoxa Georgiana, em 12 de março de 1917, e o estabelecimento de uma universidade nacional em Tbilisi em 1918. Por outro lado, os mencheviques georgianos viam a independência da Rússia como uma medida temporária contra a revolução bolchevique, e consideravam os apelos pela independência da Geórgia como chauvinistas e separatistas. A união do Transcáucaso durou pouco, no entanto. Minada por crescentes tensões internas, e a pressão dos impérios Alemão e Otomano, a Federação entrou em colapso em 26 de maio de 1918 quando a Geórgia declarou a sua independência, seguida pela Armênia e pelo Azerbaijão nos dias seguintes.

### Fundação da república

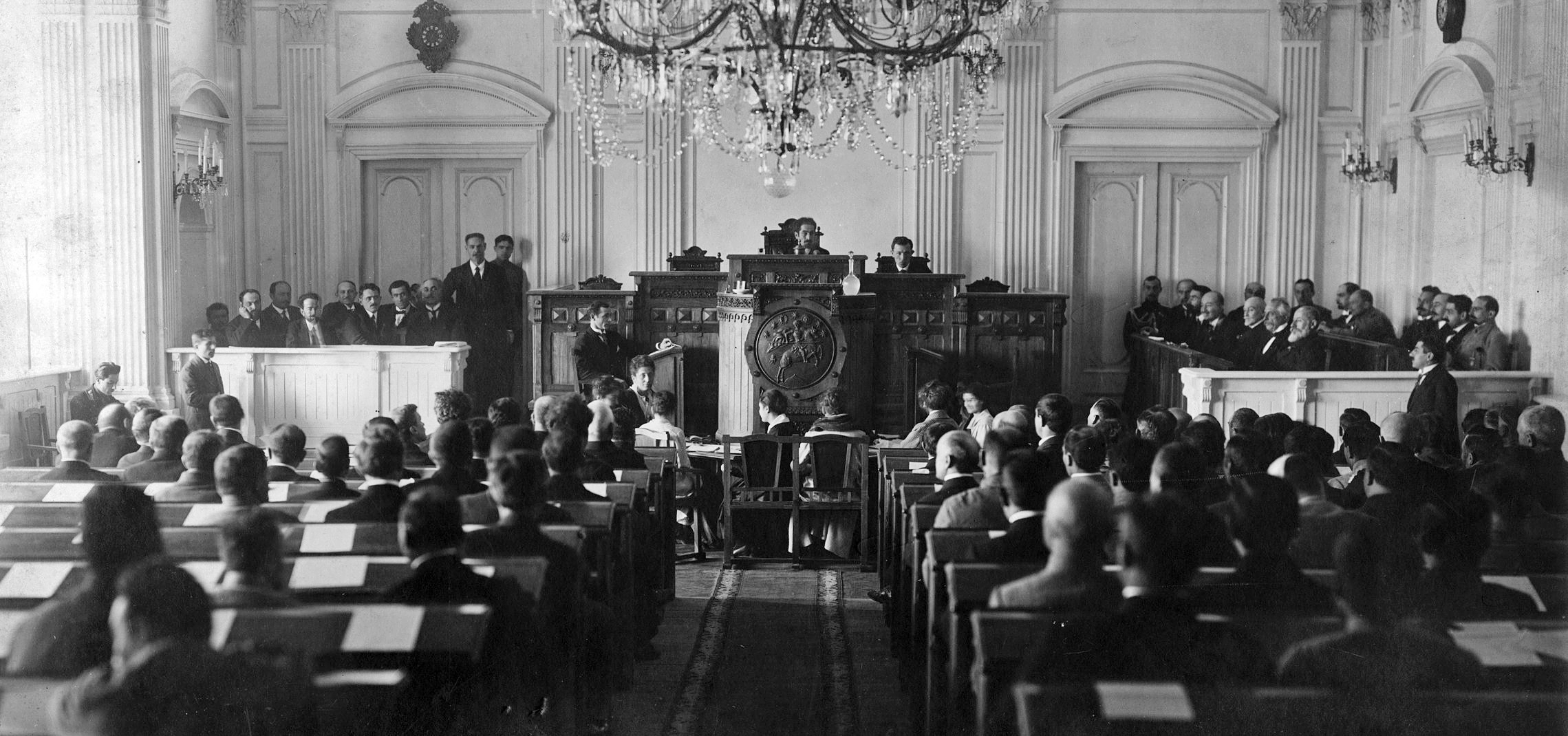
Encontro do Conselho Nacional (26 de maio, 1918).

A Geórgia foi imediatamente reconhecida pelos alemães e turcos otomanos. O jovem estado teve de se colocar sob a proteção alemã, e ceder suas regiões habitadas por muçulmanos (incluindo as cidades de Batum, Ardacane, Artvim, Akhaltsikhe e Akhalkalaki) para o governo otomano (tratado de Batum, 4 de junho). No entanto, o apoio alemão permitiu que os georgianos repelissem as ameaças bolcheviques vindas da Abecásia. A zona de Batum, no entanto, dominada pelos britânicos, permaneceu fora do controle da Geórgia até 1920. Em 25 de dezembro de 1918, um destacamento britânico também foi empregado em Tbilisi.
As relações da Geórgia com seus vizinhos eram instáveis. Disputais territoriais com a Armênia, com o Azerbaijão e com o governo dos Russos Brancos de Denikin levaram a conflitos armados localizados. Uma missão militar britânica tentou mediar estas disputas, para consolidar a união das forças antibolchevique na região. Para impedir que o Exército Branco invadisse os estados recém-formados, o comandante britânico na região desenhou uma linha cruzando o Cáucaso, que Denikin não poderia cruzar, dando tanto à Geórgia quanto ao Azerbaijão um alívio temporário. A ameaça de invasão pelas forças de Denikin, no entanto, mesmo com a posição britânica, colocou os dois países numa aliança de defesa mútua em 16 de junho de 1919.

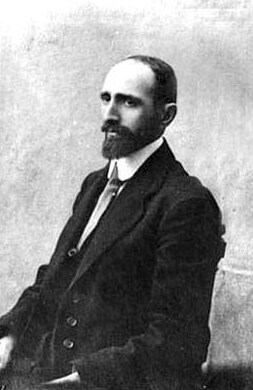
Noe Ramishvili, primeiro líder da República Democrática da Geórgia.

Em 14 de fevereiro de 1919 a Geórgia realizou eleições parlamentares, vencidas pelos social-democratas, com 81,5% dos votos. Em 21 de março Noe Jordania formou um novo governo, que teve de lidar com revoltas de camponeses armados, instigados por ativistas bolcheviques e financiados pela Rússia, além de distúrbios gerados pelas minorias étnicas, como os abecásios e os ossetas.
O governo menchevique implementou uma reforma agrária de resultados positivos, e o país estabeleceu um sistema multipartidário, contrastando com a "ditadura do proletariado" estabelecida pelos bolcheviques na Rússia. Em 1919 foram realizadas reformas no sistema judicial e no sistema de governos autônomos locais; a Abecásia, por exemplo, ganhou autonomia. Apesar disso, as questões étnicas ainda assolavam o país, especialmente com os ossetas, em maio de 1920. Alguns observadores contemporâneos também descreveram um nacionalismo crescente entre os militantes mencheviques.
O ano de 1920 foi marcado pelo aumento de ameaças da RSFS da Rússia. Com a derrota do Exército Branco e o avanço do Exército Vermelho rumo às fronteiras do Cáucaso, a situação em torno da RDG tornaram-se extremamente tensa. Em janeiro, a liderança soviética ofereceu à Geórgia, à Armênia e ao Azerbaijão a formação de uma aliança contra os Exércitos Brancos no sul da Rússia e no Cáucaso. O governo da RDG recusou-se a participar de qualquer aliança militar, alegando sua política de neutralidade e não-interferência, porém sugeriu o início de negociações sobre o estabelecimento de relações políticas entre os dois países, na esperança de que isto pudesse vir a levar ao reconhecimento da independência da Geórgia por Moscou. Mas as críticas pesadas dos líderes russos à recusa georgiana foi seguida por diversas tentativas dos líderes comunistas locais de organizar enormes protestos antigovernamentais, que não chegaram a ser bem-sucedidos.

### Invasão soviética
Em abril de 1920, o 11º Exército Vermelho estabeleceu um regime soviético no Azerbaijão, e Grigoriy Ordjonikidze, um bolchevique georgiano, pediu permissão para avançar com as tropas contra o seu país. Embora a aprovação oficial não tenha sido dada por Lênin e pelo Sovnarkom, os bolcheviques locais tentaram invadir a Escola Militar de Tbilisi, como uma espécie de prelúdio ao golpe de estado, no dia 3 de maio de 1920, e foram repelidos pelo general Giorgi Kvinitadze. O governo georgiano passou a se mobilizar e designou Kvinitadze como comandante-em-chefe. Neste meio tempo, como resposta a uma suposta ajuda do governo da Geórgia a rebeldes nacionalistas azeris na cidade de Ganja, forças soviéticas tentaram penetrar em território georgiano, de onde foram expulsos por Kvinitadze em breves combates fronteiriços na região da Ponte Vermelha. Alguns dias depois, as conversações de paz foram retomadas em Moscou. Através do controverso tratado de paz de Moscou, do dia 7 de maio, a independência da Geórgia seria reconhecida pela Rússia em troca da legalização das organizações bolcheviques no país, e do compromisso de não permitir tropas de qualquer outro país em solo georgiano.

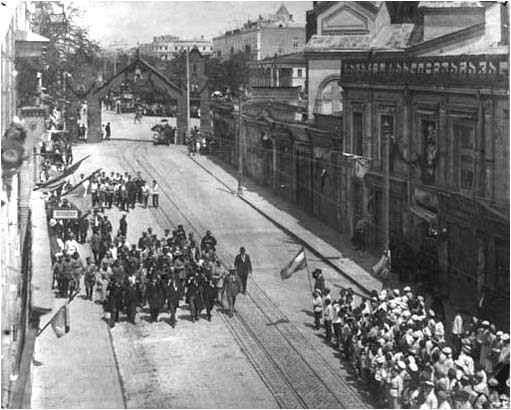
Os líderes da Segunda Internacional visitam Tbilisi, em 1920.

Após não ter sido admitida na Liga das Nações, a Geórgia ganhou o reconhecimento de jure dos Aliados em 27 de janeiro de 1921. Isto, no entanto, não impediu o país de ser atacado pela Rússia soviética um mês depois.
Depois da sovietização do Azerbaijão e da Armênia pelo Exército Vermelho, a Geórgia se viu cercada por repúblicas soviéticas hostis. Os britânicos já haviam abandonado o Cáucaso, e o país não tinha qualquer aliado estrangeiro na região.

De acordo com fontes soviéticas, as relações com a Geórgia teriam se deteriorado depois de supostas violações do tratado de paz, prisões de bolcheviques georgianos, a obstrução à passagem de comboios em direção à Armênia, e uma profunda suspeita de que a Geórgia estaria dando apoio aos rebeldes armados do Norte do Cáucaso. Por outro lado, a Geórgia acusava Moscou de fomentar protestos antigovernamentais em diversas regiões do país, e de provocar incidentes fronteiriços em Zaqtala, território em disputa com a República Democrática do Azerbaijão. A "zona neutra" de Lorri também era outro desafio, já que a Armênia soviética exigia categoricamente que a Geórgia retirasse suas tropas, estacionadas na região desde a queda da República Democrática da Armênia.

## Governo e lei
O Ato da Independência da Geórgia, proclamado em 26 de maio de 1918, apresentou os princípios da futura democracia da nação. De acordo com ele, "a República Democrática da Geórgia garante igualmente, para todo cidadão dentro de seus limites, direitos políticos independentemente de nacionalidade, credo, posição social ou sexo". O primeiro governo, formado no mesmo dia, era liderado por Noe Ramishvili. Em outubro do mesmo ano, o Conselho Nacional da Geórgia recebeu o nome oficial de Parlamento da Geórgia, e preparou novas eleições, realizadas em 14 de fevereiro de 1919.

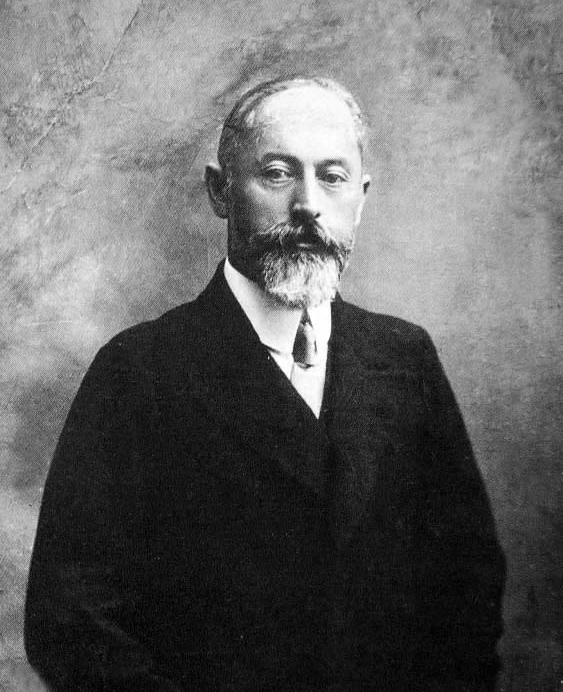
Noe Jordania, líder menchevique e segundo chefe de governo da RDG.

Durante os dois anos de sua história (1919–1921), a recém-aleita Assembleia Constituinte da Geórgia adotou 126 leis. Dignas de menção, estão leis sobre a cidadania, eleições locais, a defesa do país, língua oficial, agricultura, sistema legal, acordos políticos e administrativos para as minorias étnicas (incluindo um ato sobre o Conselho Popular da Abecásia), um sistema nacional de educação pública, e alguns leis e regulamentações das políticas fiscais e monetárias, as ferrovias georgianas, produção doméstica e comércio, etc. Em 21 de fevereiro de 1921, diante da ameaça da agressão soviética, a Assembleia Constituinte adotou formalmente a Constituição da República Democrática da Geórgia, a primeira lei fundamental na história da nação.
O Líder do Governo era o principal cargo executivo, aprovado pelo parlamento para mandatos de um ano de duração (a posição não poderia ser exercida pela mesma pessoa por mais de duas vezes consecutivas). O Líder nomeava ministros, e era o responsável pelo governo do país e por representar a Geórgia nas relações exteriores. O Governo da República Democrática da Geórgia no Exílio continuou a ser reconhecido pela Europa como o único governo legal da Geórgia por algum tempo depois da conquista soviética. Em 1919 o governo da Geórgia adotou leis regulamentando a implementação de julgamentos pelo júri, que foram incorporadas à Constituição da República Democrática da Geórgia em 1921.

## Geografia política
As fronteiras de 1918-1921 da Geórgia foram formadas através de conflitos de fronteira com seus vizinhos, e dos subsequentes tratados e convenções.
No norte, a Geórgia fazia fronteira com diversas as politeias surgidas no período da Guerra Civil Russa, até que o poder bolchevique fosse estabelecido no Cáucaso do Norte na primavera de 1920. A fronteira internacional entre a Rússia soviética e a Geórgia foi regulada pelo Tratado de Moscou daquele mesmo ano. Durante o conflito de Sóchi, com o Exército Branco russo, a Geórgia controlou brevemente o distrito de Sóchi (1918).
No sudoeste, a fronteira da RDG com o Império Otomano foi alterada com o decorrer da Primeira Guerra Mundial, e acabou se firmando depois da derrota otomana; a Geórgia readquiriu o controle sobre Artvim, Ardacane, parte da província de Batumi, Akhaltsikhe e Akhalkalaki. Batum foi finalmente incorporada à república após a evacuação britânica da área, em 1920. O Tratado de Sèvres, daquele ano, garantiu à Geórgia o controle sobre a parte oriental do Lazistão, incluindo Rize e Hopa. No entanto, o governo do país, que não desejava se envolver numa nova guerra com os Revolucionários Turcos, pouco fez para manter o controle destas áreas.
As disputas de fronteira com a República Democrática da Armênia por parte do distrito de Borchalo levaram a uma rápida guerra entre os dois países em dezembro de 1918 (ver Guerra Armênio-Georgiana de 1918). Com a intervenção britânica, a "zona neutra" de Lorri foi criada, apenas para ser re-ocupada pela Geórgia após a queda da república Armênia para as forças soviéticas no final de 1920.
No sudoeste, a Geórgia fazia fronteira com o Azerbaijão, que reclamava o controle do distrito de Zaqatala. A disputa, no entanto, nunca chegou a um conflito armado e as relações entre os dois países continuaram pacíficas até a sovietização do Azerbaijão.
Os projetos de 1919 e a constituição de 1921 da Geórgia garantiam às regiões da Abecásia, Ajária e Zaqatala um grau de autonomia.
A ocupação soviética da RDG levou a uma redistribuição territorial significante na região, na qual a Geórgia perdeu quase um terço de seus territórios. Os territórios de Artvim, Ardacane e parte das províncias de Batum foram cedidos à Turquia, a Armênia ganhou o controle de Lorri e o Azerbaijão de Zacatala. Uma parte das fronteiras da Geórgia ao longo do Cáucaso Maior foram passadas para a Rússia.

## Situação militar

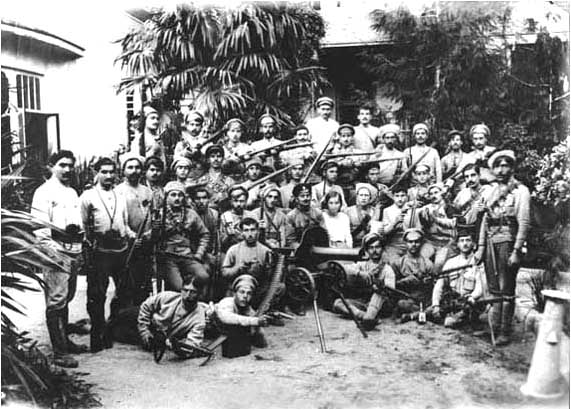
Guarda Popular da Geórgia.

A Guarda Popular da Geórgia era a força militar de elite do país. Fundada em 5 de setembro de 1917 como Guarda dos Trabalhadores, foi posteriormente rebatizada de Guarda Vermelha, e, finalmente, de Guarda Popular. Tinha uma estrutura altamente politizada, diretamente sob o controle do parlamento, e não do Ministério da Guerra. Durante sua existência, de 1917 a 1921, a Guarda Popular foi comandada pelo ativista menchevique Valiko Jugheli.
A RDG formou também seu próprio exército regular. Apenas uma parte dele portava armas em época de paz, enquanto a maioria estava em licença militar. Se a república estivesse em perigo, seriam convocados pelo Estado-Maior e receberiam armas. Embora a Geórgia tivesse quase duzentos mil veteranos da Primeira Guerra Mundial, entre eles hábeis generais e oficiais, o governo não conseguiu construir um sistema de defesa eficiente, um fator que contribuiu muito para a queda da primeira república georgiana.

## Economia
A agricultura era um dos pilares da economia local na Geórgia, um típico país agrário com uma longa tradição na viticultura. Uma reforma agrária bem implementada pelo governo garantiu um certo grau de estabilidade neste campo.
A indústria de manganês em Chiatura tinha grande importância no campo da metalurgia europeia, fornecendo cerca de 70% do estoque de manganês mundial no início do século XX. Tradicionalmente, a Geórgia também servia como um corredor internacional de transporte através dos portos no mar Negro de Batumi e Poti.
No entanto, políticas governamentais equivocadas, aliadas à falta de cooperação internacional atravancaram o desenvolvimento econômico da RDG, e o país sofreu uma crise econômica, embora sinais de melhoria tenham sido observados já em 1920-1921.

## Educação, ciência e cultura
O evento mais importante na vida cultural do país durante este período turbulento foi a fundação duma universidade nacional em Tbilisi (conhecida hoje em dia como Universidade Estatal de Tbilisi), em 1918, um antigo sonho dos georgianos impedido pelas autoridades russas por décadas. Outros importantes centros de educação da época incluíam ginásios em Tbilisi, Batumi, Kutaisi, Ozurgeti, Poti e Gori, a Escola Militar de Tbilisi, e o Seminário Pedagógico de Gori.
O Museu Nacional da Geórgia, a Ópera Nacional de Tbilisi, Academia Nacional de Arte e diversos teatros em Tbilisi e Kutaisi evidenciavam a intensa vida cultural.
Os jornais Sakartvelos Respublika ("República da Geórgia"), Sakartvelo ("Geórgia"), Ertoba ("União"), Samshoblo ("Pátria"), Sakhalkho Sakme ("Público"), The Georgian Messenger ("O Mensageiro Georgiano") e The Georgian Mail ("O Correio Georgiano", ambos publicados em inglês) lideravam a imprensa nacional.

## Legado
A independência da Geórgia durante o período de 1918 e 1921, embora curta, foi de importância especial para o desenvolvimento dum sentimento nacional entre os georgianos, um dos fatores principais que fizeram do país uma das forças independentistas mais ativas durante a União Soviética. Os líderes do movimento nacionalista do final da década de 1980 frequentemente se referiam à RDG como uma vitória na luta contra o Império Russo, e traçavam paralelos com a situação política contemporânea, criando uma visão um tanto idealizada da Primeira República georgiana.
Em 9 de abril de 1991, a independência da Geórgia foi restaurada, quando o Ato da Restauração da Independência Estatal da Geórgia foi adotada pelo Supremo Conselho da República da Geórgia. Os símbolos nacionais utilizados pela RDG foram re-estabelecidos como os da nação recém-independente, e continuaram em uso até 2004. 26 de maio, o dia da proclamação da República Democrática da Geórgia, ainda é celebrado como um feriado nacional — o Dia da Independência da Geórgia.